# Carmack's Reverse

Carmack's Reverse (en anglais, Robust Stencil Shadow Volumes ou Z-Fail) désigne une technique d'informatique graphique de calcul des ombres dans une scène graphique en trois dimensions.
Il existe plusieurs techniques de projection d'ombres, chacune devant être utilisée en tenant compte du contexte technique. 
Cette technique est utilisée lorsque la scène graphique est éclairée selon le modèle unifié de lumière, qui est la transcription informatique du comportement de la lumière dans le monde réel.
Elle tient son nom de John Carmack, celui qui a popularisé cet outil, bien que cette technique avait déjà été découverte et brevetée en 1999 par William Bilodeau et Michael Songy. Carmack a découvert quant à lui cette technique indépendamment lors du développement de Doom 3 en 2000.
Cette technique s'appuie sur le même principe que le clipping des faces du rendu logiciel de Quake 1 (un arbre bsp construit à la volée) mais de façon inversée car on raisonne avec des lampes au lieu de caméras. Elle répondait au même besoin de compenser ce que la carte vidéo ne fait pas encore. La première version de Quake rendait la 3D sans carte vidéo, Doom 3 calculait les ombres à la place de la carte vidéo.